# Cephalotes liepini
Espèce

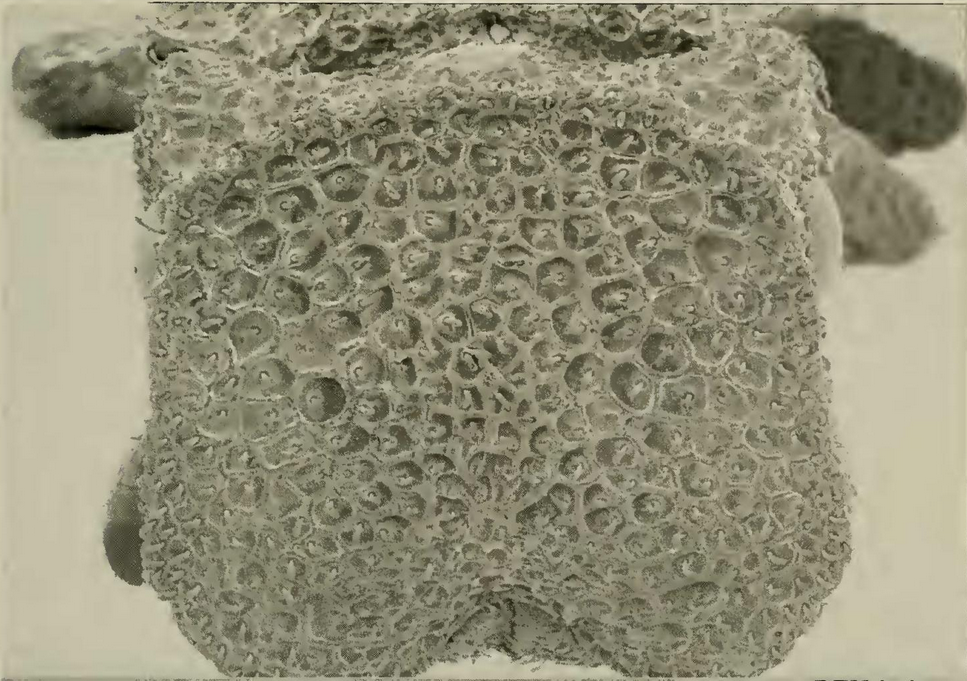
Tête de C. liepini.

Cephalotes liepini est une espèce de fourmis arboricoles du genre Cephalotes.

## Distribution
Cette espèce fut trouvée dans les États du Minas Gerais et du Goias, au Brésil.

## Description
Comme les autres espèces du genre Cephalotes, elles sont caractérisées par l'existence de soldats spécialisés dotés d'une tête surdimensionnée et plate ainsi que des pattes plus plates et plus larges que leurs cousines terrestres. Elles peuvent ainsi se déplacer d'un arbre à un autre dans une forêt.
Cephalotes liepini partage certains attributs physiques avec Cephalotes kukulcan.

## Systématique
L'espèce Cephalotes liepini a été décrite en 1999 par l'entomologiste brésilienne Maria Lourdes de Andrade (d) dans une publication coécrite avec l'entomologiste italien Cesare Baroni Urbani (d).

## Étymologie
Son épithète spécifique, liepini,  est l'anagramme de pinelii, une espèce proche.

## Publication originale
- (en) Maria L. de Andrade et Cesare Baroni Urbani, « Diversity and adaptation in the ant genus Cephalotes, past and present (Hymenoptera, Formicidae) », Stuttgarter Beiträge zur Naturkunde (B), Musée d'histoire naturelle de Stuttgart, vol. 271,‎ 29 janvier 1999, p. 1-889 (ISSN 0341-0153, lire en ligne).